# Quartier de femmes
Pour plus de détails, voir Fiche technique et Distribution.
Quartier de femmes (Los amantes de la isla del diablo) est un film hispano-franco-portugais écrit et réalisé par Jesús Franco, sorti en 1972.

## Synopsis
Sur son lit de mort, un politicien d'un pays d'Amérique du Sud supplie un avocat de faire tout son possible pour libérer un couple qu'il a autrefois contribué à faire condamner injustement pour meurtre.
Gouverneur d'une contrée d'Amérique du Sud, le colonel Mendoza et son épouse Emilia sont propriétaires d'une immense plantation. Riches mais insatisfaits, ils trouvent leur plaisir dans l'oppression des faibles et des innocents dans d'immenses orgies avec des jeunes gens. Mais, au cours de l'une de leurs soirées, un couple, Beatriz et Raimundo, s'opposent à leur volonté perverse. Afin de se venger, les Mendoza les font accuser d'un crime dont ils sont innocents. Malgré les efforts de leur avocat Lindsay, ils sont incarcérés dans l'Île du Diable. Séparés, Raimundo est interné au bagne, exposé aux persécutions sadiques du lieutenant Weckler tandis que Beatriz est placée au quartier des femmes, sous la tutelle de la cruelle lesbienne Señora Cardel. D'abord attirée par Maria, une détenue révoltée, Beatriz se lie d'amitié avec Rosa, la moucharde de Cardel. Émue par le sort des prisonnières, Rosa apprend par la bouche de son amant Weckler que Raimundo est toujours vivant. Elle favorise l'évasion du couple en détournant l'attention de Weckler et de ses hommes de main. Mais les deux amoureux sont rattrapés par le gouverneur de l'Île, le colonel Ford. Leur avocat, Lindsay, tente d'obtenir leur grâce et la révision du procès, en vain. Tandis que Rosa est châtiée, Beatriz et Raimundo sont passés par les armes...

## Fiche technique
- Titre original : Los amantes de la isla del diablo
- Titre français : Quartier de femmes
- Réalisation et scénario : Jesús Franco
- Montage : María Luisa Soriano
- Musique : Bruno Nicolai et Daniel White
- Photographie : José Climent
- Production :  Arturo Mancos, Robert de Nesle et Victor de Costa
- Sociétés de production et distribution : Fenix Film (Espagne), CFFP (France) et InterFilme (Portugal)
- Pays de production :  Espagne,  France,  Portugal
- Langue originale : espagnol
- Format : couleur
- Genre : women in prison
- Durée : 83 minutes
- Dates de sortie : 
  - Italie : 25 octobre 1973
  - France : 14 juin 1974
  - Espagne : 12 mai 1975

## Distribution
- Andrés Resino : Raimundo Franval
- Geneviève Robert : Beatriz Coblan (créditée comme Genevieve Deloir)
- Dennis Price : l'avocat Lindsay
- Rosa Palomar : Señora Cardel (créditée comme Rosa Palomares)
- Josyane Gibert  : Rosa (créditée comme Jossiane Gibert)
- Danielle Godet : Emilia Franval
- Gogó Rojo : Lola
- Jean-Louis Collins : lieutenant Weckler (crédité comme Jean L. Collins)
- Howard Vernon : Colonel Ford
- Jean Guedes : Colonel Mendoza
- Luis Barboo : Lenz (crédité comme Luis Bar-Boo)
- Carmen Yazalde : Maria (créditée comme Brit Nichols)
- Anne Libert : une prisonnière
- Eduarda Pimenta : un prisonnier (non crédité)
- Lina Romay (non créditée)
- Daniel White : le juge (non crédité)